# 賢善一喜経
『賢善一喜経』（けんぜんいっききょう、巴: Bhaddekaratta-sutta, バッデーカラッタ・スッタ）とは、パーリ仏典経蔵中部に収録されている第131経。『一夜賢者経』（いちやけんじゃきょう）、『跋地羅帝経』（ばっじらていきょう）とも。
釈迦が、比丘たちに、禅定・瞑想の心得について説いていく。

## 構成

### 登場人物
- 釈迦

### 場面設定
ある時、釈迦は、サーヴァッティー（舎衛城）のアナータピンディカ園（祇園精舎）に滞在していた。
釈迦は比丘たちに、「吉祥なる一日（一夜）の賢者」の教説を始める。
そこでは過去を振り返らず、未来を追わず、ひたすら今あるものの観察に務めること、今日の義務を果たすことの重要性が説かれる。
比丘たちは歓喜する。

## 日本語訳
- 『南伝大蔵経・経蔵・中部経典4』（第11巻下） 大蔵出版
- 『パーリ仏典 中部（マッジマニカーヤ）後分五十経篇II』 片山一良訳 大蔵出版
- 『原始仏典 中部経典4』（第7巻） 中村元監修 春秋社